# Grønlandske kunstnere
Dette er en liste over grønlandske kunstnere, der blev født i eller bor i Grønland.

## A
- Naja Abelsen
- Ivalo Abelsen, Nuuk[1]
- Anne-Mette Arendt, Nuuk[1]
- Aron fra Kangeq (1822-1869), Kangeq, akvareller, træsnit prints[2]
- Pia Arke (1958-2007), fotografering, fotocollage, installation[3][4]
- Pierre André Auzias (Fransk), Uummannaq[1]

## B
- Kristian Berglund
- Aron Berthelsen (født 1933), skulptur[5]
- Esra Bertelsen (1889-1954), træskærerarbejde[5]
- Kelly Berthelsen (født1967)[6]
- Ivan Burkal, Nuuk[1] dansker

## C
- Bibi Chemnitz, København, Danmark, mode design, grafik
- Jørgen Chemnitz, fotografering[7]
- Thue Christiansen (1940-2022), maleri, skulptur, designet flag Grønland i 1985[2][8]

## D
- Mathias Ferslev Dalager (1769-1843), maleri[5]
- Jakob Danielsen (født 1888 Sioraq, Disko Island, d. 1938, Qeqertarsuaq), akvareller af jagt kultur nord Grønland[9]

## F
- Ivalo Frank (Dansk), filmskaber[6]

## G
- Israil Nikodemus Gormansen (1804-57), akvareller[5]

## H
- Julie Edel Hardenberg (født 1971),[10] installation, fotografering, konceptkunst[6][3]
- Isle Hessner (Lise Hessner, født 1962), skulptur[6][11][2]
- Aka Høegh (født 1947), Qaqortoq, tegning, offentlig kunst, skulptur[12][1][13]
- Arnannguaq Høegh, Nuuk, grafik, collage[1][3][14][2]
- Bolatta Silis-Høegh (født 1981), Danmark, maleri, installation, konceptkunst[6][3][1]
- Inuk Silis Høegh (født 1972), Nuuk, skulptur, installation, performancekunst, grafisk, filmskaber[1][6][3]
- Anne-Birthe Hove (1951-2012), grafik[3][15]

## I
- Nickie Isaksen (København / Danmark) Mode design, grafisk design, private label

## J
- Hans Jacobi (1905-1995)[5]
- Miki Jacobsen (født 1965), Danmark,[1] digital fotocollage, skulptur, assemblage[3][16]

## K
- Lisbeth Karline, Nuuk[1]
- Maria Panínguak Kjærulff (født 1980), Nuuk, maleri, tegning, fotografering, filmskaber, video, smykker, skulptur[17][18]
- Jessie Kleemann (født 1959), danse, performancekunst, installation, maleri[6][3][19][20]
- Jens Kreutzmann (1828-1899), illustration, maleri[5]
- Johannes Kreutzmann (1862-1940), træskærerarbejde[5]
- Lisa Kreutzmann, Kangaatsiaq[1]
- Ole Kreutzmann (fl. 1940s), Kangaamiut, hvalrostand skulptur[21]
- Kristine Spore Kreutzmann (født 1989)[1]
- Frederik Kristensen (født 1952), sten udskæring, maleri[22][5]
- Peter Kujooq Kristiansen, Nuuk[1]
- Harriet Kristoffersen, maleri[23]
- Simon Kristoffersen (1933-1990), skulptur[5]
- Kunit of Umiivik (fl. 1880s), træ kort carving
- Kunngi (Frederik Kristensen), maleri[24]

## L
- Jens Leibhardt, stone carving[25]
- Anne-Lise Løvstrøm, Nuuk[1]
- Henrik Lund (Intel'eraq, 1875-1948), maleri, tekstforfatter
- Kistat Lund (født 1944)[5]
- Dine Lyberth, stone carving[26]
- Gerth Lyberth (1867-1929)
- Hans Lynge (1906-1988) kendt som grundlæggeren af moderne kunst i Grønland, impressionistiske maler, grundlægger af Nuuk Skole af Kunst[2][5]
- Aviaaja Egede Lynge[6]
- Mikisoq H. Lynge, filmskaber[6]

## M
- Linda Milne, Nuuk[1]
- Mitsivarniannga (fl. 1905), Ammassalik, shaman (angakoq), træ tupilait[27]
- Gukki Willsen Møller (født 1965), billedkunst, keramik[3]
- Lars Møller (19th c.), llandskab litografi[5][3]
- Steffen Møller (1882-1909), landskab litografi, søn af Lars Møller[5]
- Iben Mondrup, også Iben Mondrup Salto (Dansk), født 1969[6][28]
- Angu Motzfeldt (født 1976), musiker, fotografering[6]
- Sissi Møller (født 1984), maleri, skulptur

## N
- Nanna Ánike Nikolajsen[6]
- Camilla Nielsen, Nuuk[1][3]

## O
- Kristian Olsen aaju (født 1942), maleri, skrivning[2][5]

## P
- Julia Pars (født 1968), Nuuk, tegning, maleri, blandede medier[1][29]
- Buuti Pedersen (Bodil Pedersen, født 1955), Qaqotoq, maleri[1][2]
- Ivaaq Poulsen, skulptur[30]
- Lisbeth Karline Poulsen

## R
- Linda Riber, grafik, collage[3][31]
- Ina Rosing[32]
- Jens Rosing (1925-2008), Multikunstner zoologiske studier[2]
- Jukke Rosing (Angiuk Rosing), Nuuk, fotografi[33]
- Kale Rosing (1911-1974), grafisk kunst[5]
- Peter Rosing (1871-1938), træskærerarbejde[5]
- Peter Rosing (1892-1965), litografi, bror til Otto Rosing[5]
- Otto Rosing (1896-1966), litografi, bror til Peter Rosing[5]
- Otto Rosing (1967 -), filminstruktør, bror til Lars Rosing
- Naja Rosing-Asvid, Nuuk[1]

## S
- Inuuteq Storch, Sisimiut, fotografering[34]
- Arnajaraq Støvlbæk[3]
- Kitora Sukuvara, sten udskæring[35]

## W
- Lars Willsen, Uummannaq, Musiker

## Notes
1. 1 2 3 4 5 6 7 8 9 10 11 12 13 14 15 16 17 18 19  "Members." KIMIK. adgang 5 December 2012.
2. 1 2 3 4 5 6 7 8  Thisted, Kirsten. "Greenlandic Art: A Brief History" Arkiveret 5. april 2013 hos  Wayback Machine. Bryggen Art. Adgang 5 December 2012
3. 1 2 3 4 5 6 7 8 9 10 11 12 13  "Exhibition the Red Snowmobile." Arkiveret 5. april 2013 hos  Wayback Machine Greenland. Adgang 5 December 2012.
4. ↑  Staffan and Jensen 114-119
5. 1 2 3 4 5 6 7 8 9 10 11 12 13 14 15 16 17 18  "Grønland - billedkunst". Den Store Danske (lex.dk online udgave). Hentet 12. december 2012.
6. 1 2 3 4 5 6 7 8 9 10 11 12  "Exhibition: KUUK." Arkiveret 5. april 2013 hos  Wayback Machine Greenland. Adgang 5 December 2012.
7. ↑  "Jørgen Chemnitz." NAPA: Nordens Instituts i Grønland."] Adgang 18 Jan 2013.
8. ↑  "Thue Christiansen." NAPA: Nordens Instituts i Grønland."] Adgang 18 Jan 2013.
9. ↑  "Jakob Danielsen." Arkiveret 2. november 2013 hos  Wayback Machine Qeqertarsuaq Museum." Adgang 6 December 2012.
10. ↑  Julie Edel Hardenberg Arkiveret 6. juni 2013 hos  Wayback Machine. Adgang 5 December 2012.
11. ↑  Staffan and Jensen 100-103
12. ↑  Aka Høegh. Adgang 5 December 2012.
13. ↑  Staffan and Jensen 74-7
14. ↑  Staffan and Jensen 108-9, 111
15. ↑  Staffan og Jensen 78-81
16. ↑  Staffan og Jensen 87-93
17. ↑  Maria P. Kjaerulff. Adgang 5 December 2012.
18. ↑  "Maria Panínguak` Kjærulff." NAPA: Nordens Instituts i Grønland."] Adgang 18 Jan 2013.
19. ↑  Thisted, Kirsten. "Kleeman, Jessie." The History of Nordic Women's Literature. Adgang 6 December 2012.
20. ↑  Staffan og Jensen 94-99
21. ↑  "Greenland Ivory Carvings on View at the Arctic Museum." Bowdoin College. Adgang 5 December 2012. (engelsk)
22. ↑  Staffan og Jensen 71-73
23. ↑  Staffan og Jensen 83-85
24. ↑  "Frederik Kristensen Kunngi." NAPA: Nordens Instituts i Grønland."] Adgang 18 Jan 2013.
25. ↑  Staffan og Jensen 67
26. ↑  Staffan og Jensen 68
27. ↑  Nacheva, Velina. "An average artistic day in Greenland." Arkiveret 23. februar 2014 hos  Wayback Machine The Sofia Echo. November 29, 2001. Adgang 6 December 2012.
28. ↑  "Iben Mondrup." NAPA: Nordens Instituts i Grønland."] Adgang 18. jan 2013.
29. ↑  "Hjem." Julia Pars. Adgang 5 December 2012.
30. ↑  "KATRINE DIRCKINCK-HOLMFELD, HUMPHREY POLEPOLE & IVAAQ POULSEN in collaboration with INUIT YOUTH INTERNATIONAL." Rethinking Nordic Colonialism. Adgang 5 December 2012.
31. ↑  "Linda Riber." NAPA: Nordens Instituts i Grønland."] Adgang 18 Jan 2013.
32. ↑  Staffan og Jensen 104-107
33. ↑  "Jukke Rosing (Angiuk Rosing)." NAPA: Nordens Instituts i Grønland."] Adgang 18 Jan 2013.
34. ↑  "Inuuteq Storch." NAPA: Nordens Instituts i Grønland."] Adgang 18 Jan 2013.
35. ↑  Staffan og Jensen 69

## yderligere læsning
- Goodnow, Katherine og Haci Akman. Scandinavian Museums and Cultural Diversity. Berghahn Books, 2008. ISBN 978-1-84545-577-4.
- Kaalund, Bodil (Danish). The Art of Greenland: Sculpture, Crafts, Painting. Berkeley: University of California Press, 1984. ISBN 978-0-520-04840-9.